# Stazione di San Patrizio
La stazione di San Patrizio è una fermata ferroviaria posta sulla ferrovia Faenza-Lavezzola. Serve il centro abitato di San Patrizio, frazione del comune di Conselice.

## Movimento
La stazione è servita da treni regionali svolti da Trenitalia Tper nell'ambito del contratto di servizio stipulato con la Regione Emilia-Romagna.
A novembre 2019, la stazione risultava frequentata da un traffico giornaliero medio di circa 29 persone (21 saliti + 8 discesi).

## Servizi
La stazione è classificata da RFI nella categoria bronze.